# Шэтонгмён
Шэтонгмён (тиб. བཞད་མཐོང་སྨོན་རྫོང་, Вайли: bzhad mthong smon rdzong, кит. упр. 谢通门县, пиньинь Xiètōngmén xiàn) — уезд городского округа Шигадзе, Тибетского автономного района, в Китае.

## История
Уезд был образован в июне 1959 года.

## Экономика
В уезде развито сельское хозяйство. Основными сельскохозяйственными культурами являются ячмень, пшеница, горох, гречиха. Скотоводство представлено разведением яков, крупного рогатого скота, овец, коз. Лесной массив представлен тополем, ивой, персиком, грушей, яблоком и другими.

## Административное деление
Уезд делится на 1 посёлок и 18 волостей:
- Посёлок Кага (卡嘎镇)
- Волость Тонгмён (通门乡)
- Волость Ронгма (荣玛乡)
- Волость Тадинг (塔丁乡)
- Волость Данапу (达那普乡)
- Волость Наньмуце (南木切乡)
- Волость Ренчин (仁钦则乡)
- Волость Дамуся (达木夏乡)
- Волость Мэйбацецинь (美巴切钦乡)
- Волость Чинду (青都乡)
- Волость Чечён (切琼乡)
- Волость Наданг (纳当乡)
- Волость Цобуши (措布西乡)
- Волость Ньангре (娘热乡)
- Волость Дзешу (则许乡)
- Волость Чуньчжэ (春哲乡)
- Волость Чабу (查布乡)
- Волость Данада (达那答乡)
- Волость Леба (列巴乡)